# مارتي بيسونين
مارتي بيسونين  (بالفنلندية: Martti Pesonen)‏ هو متسابق دراجات نارية فنلندي. نافس في سباقات بطولة العالم لفئة 500 سي سي ولفئة 350 سي سي ولفئة 250 سي سي ولفئة 50 سي سي.